# Dylan Dog - Il film
Dylan Dog - Il film (Dylan Dog: Dead of Night) è un film del 2011 diretto da Kevin Munroe e basato sul fumetto italiano Dylan Dog.
Non si tratta di adattamento cinematografico di alcun albo della serie a fumetti, bensì una storia completamente nuova scritta per l'occasione dagli ideatori del film.

## Trama
(Frase sul biglietto da visita di Dylan Dog)
A New Orleans, Dylan Dog, un detective del paranormale, racconta le sue esperienze passate aiutando persone con casi soprannaturali, fino a quando la sua fidanzata, Cassandra, è stata uccisa dai vampiri. Dopo aver ucciso i capi dei vampiri che hanno ucciso Cassandra, Dylan ha abbandonato il mestiere di indagatore dell'incubo e attualmente lavora su casi regolari con il suo partner, Marcus Deckler.
Una sera, la giovane Elizabeth Ryan trova suo padre (un commerciante di antichità) morto e viene attaccata da una strana creatura, cerca l'aiuto di Dylan. Inizialmente riluttante, Dylan cambia idea dopo che Marcus viene ucciso da una creatura soprannaturale. Inizia a indagare e identifica l'assassino come un lupo mannaro di diciotto-diciannove anni del clan Cysnos. Dylan sospetta della giovane Mara Cysnos, e fa visita al padre della ragazza Gabriel, capo del clan e suo vecchio amico. Gabriel, tuttavia, nega il coinvolgimento della figlia e invita Dylan ad andarsene. Il figlio di Gabriel, Wolfgang, attacca Dylan ma viene sconfitto.
Dylan scopre il corpo di Mara in un magazzino e incontra un vampiro che scappa quando lo vede. Elizabeth rivela il manufatto mancante di suo padre, collegandolo agli attacchi dei vampiri. Dylan ed Elizabeth vengono successivamente attaccati dai vampiri che chiedono "Il Cuore". Fuggono e continuano le loro indagini. All'obitorio, Dylan trova Marcus trasformato in uno zombi. Dylan porta Marcus ed Elizabeth in un mercato nero di parti del corpo, dove scoprono che i vampiri, guidati da Vargas, cercano "Il cuore". Il suo contatto lo avvisa anche che in città si aggira un Venator, un cacciatore di mostri. Dylan si reca al Corpus House, una discoteca gestito dai vampiri, e affronta Vargas ma non ottiene risposte.
Uscendo dal locale, Dylan si imbatte in Slake, il vampiro che ha visto fuggire quando ha trovato il corpo di Mara. Il ragazzo scappa da lui, ma viene ucciso da un enorme zombie tatuato cannibale, lo stesso che ha ucciso Marcus. Indagando, Dylan e Marcus scoprono che Mara e Slake si frequentavano e stavano cercando anche loro il Cuore; durante le indagini, Dylan e Elizabeth si avvicinano diventando amanti. Marcus, che nel frattempo si è fatto degli amici tra gli altri zombi, scopre il covo dello zombi tatuato: una vecchia fabbrica dove vengono mandati gli zombi cannibali e fuori controllo. Qui, Dylan trova delle fiale di sangue di vampiro, segno che qualcuno sta controllando il mostro. In seguito, i due vengono aggrediti dallo stesso zombie tatuato, ma riescono a liberarsi di lui dandolo in pasto ai suoi simili.
Dylan consulta il suo amico vampiro Borelli, che rivela che l'oggetto che tutti stanno cercando è il "Cuore di Belial", una reliquia contenente il sangue di Belial, il più potente dei demoni. La leggenda narra che in una notte di luna piena, Belial può rinascere: tutto ciò che gli occorre sono il Cuore e un ricevente, un corpo che lo ospiti. Il Cuore inietta il sangue nel corpo del ricevente, che si trasforma e viene posseduto da Belial. Una volta che Belial risorge obbedisce solo al suo creatore e l'unico modo per uccidere Belial è uccidere il suo creatore. Un tempo il Cuore fu trovato dall'ultima famiglia di Venatores Monstrorum (cacciatori di mostri), che volevano usare il Cuore per sterminare tutti gli esseri soprannaturali. Ma i cacciatori furono tutti sterminati da una famiglia di lupi mannari, che presero il Cuore, giurando di proteggerlo.
Dylan ritorna da Gabriel per sapere del Cuore, poiché il clan dei Cysnos è la famiglia di lupi mannari che protegge il Cuore da secoli. Ma quando lui e Marcus arrivano, trovano Gabriel gravemente ferito, che gli rivela che per trovare il Cuore deve trovare Sklavi, un anziano vampiro. Dylan e Marcus recuperano la reliquia dalla tomba di Sklavi, ma vengono catturati da Vargas. Vargas ammette di aver ucciso lui Cassandra, sapendo che il detective si sarebbe vendicato uccidendo i capi dei vampiri, permettendo a Vargas di prenderne il comando. Vargas rende sia il Cuore che Elizabeth prima di intrappolare Dylan e Marcus in una cripta. Tuttavia, i due si liberano grazie a Marcus (gli zombi sono eccellenti scavatori).
Dopo la fuga, Dylan e Marcus inseguono Vargas, che ha intenzione di trasformare Elizabeth in un vampiro per poter usare il Cuore di Belial su di lei (solo un essere soprannaturale può diventare il ricevente del demone). Dylan si rende conto però che Elizabeth è il vero nemico: lei è la Venator di cui si parla, ha aggredito Gabriel ed era sempre lei che controllava lo zombi tatuato che ha ucciso Mara, Slake e Marcus, per spingere Dylan ad accettare il caso e ad aiutarla a trovare il Cuore di Belial, così da usarlo per massacrare ogni essere soprannaturale. Dylan e Marcus raggiungono Elizabeth al Corpus House, dove la donna ha già sconfitto Vargas. Nonostante Dylan cerchi di convincerla a fermarsi, Elizabeth conficca il Cuore nel corpo di Vargas, che inizia a trasformarsi in Belial. Dylan affronta Belial, ma il demone si rivela troppo forte e inarrestabile, tanto che rifiuta di obbedire agli ordini di Elizabeth, che scappa spaventata.
Mentre Dylan continua a combatte Belial, Elizabeth viene attaccata da Wolfgang e dai suoi alleati lupi mannari, che alla fine la uccidono. Con la morte del suo creatore, Belial muore e il suo sangue ritorna all'interno del Cuore, liberando Vargas e lasciandolo privo di sensi. Dylan affida il Cuore a Wolfgang, il quale rivela che Gabriel è sopravvissuto all'aggressione di Elizabeth, e invita Dylan a tornare da loro quando vuole.
Dylan decide di rilanciare la sua agenzia investigativa paranormale, accogliendo Marcus come suo nuovo socio.

## Personaggi
- Dylan Dog si è ritirato dal mestiere di "indagatore dell'incubo" che svolge nel fumetto e si è trasferito da Londra a New Orleans dove fa il razionale lavoro di detective. Eventi indipendenti dalla sua volontà lo riporteranno ad agire nel mondo del soprannaturale.
- Marcus Adams è il simpatico assistente di Dylan Dog. Si trasforma a poco a poco in uno zombie, non trasformandosi immediatamente: il cervello funziona ancora, ma non sente il dolore ed è un po' giallastro[4].
- Elizabeth Ryan, dopo aver visto un mostro uccidere il padre, contatta Dylan Dog. Lo aiuterà ad indagare anche combattendo e utilizzando delle armi.
- Gabriel è il leader di una famiglia di licantropi, i Cysnos, padre di Mara e Wolfgang. Viene gravemente ferito, ma si salva.
- Vargas è il leader di una famiglia di vampiri. Aveva ucciso Cassandra, la fidanzata di Dylan, certo che lui avrebbe accusato i precedenti capi vampiri e li avrebbe uccisi tutti, previsione che si rivela esatta. Viene "ucciso" da Elizabeth che lo trasforma in un demone per servirsene.
- Wolfgang è un licantropo appartenente alla famiglia dei Cysnos. All'inizio non si mostra particolarmente amichevole con Dylan per qualcosa avvenuto in passato, ma alla fine torna ad essere suo amico. Con una banda di altri lupi mannari smembra Elizabeth fermando così il demone del Cuore.
- Mara è una licantropa appartenente alla famiglia dei Cysons. Lei era a conoscenza dell'ubicazione del cuore, era stata accusata di essere l'assassina del Civile Ryan. Viene torturata per farsi rivelare il luogo dove si trovava il cuore, in seguito viene uccisa.
- Slake è un vampiro da qualche decennio. Aveva una relazione con Mara e come lei conosceva il luogo dell'ubicazione del cuore, che rivelerà solo a Gabriel, prima di essere ucciso dallo Zombie Gigante.

## Produzione
Già nel 1998 i Platinum Studios, rilasciando anche una locandina promozionale, annunciarono la possibile uscita del film con la Dimension/Miramax per la regia di Breck Eisner e con la sceneggiatura di Thomas Dean Donnelly e Joshua Oppenheimer.  L'anno seguente, dopo la commercializzazione negli Stati Uniti, con un buon riscontro di vendite, di alcuni albi dei fumetti Bonelli da parte della Dark Horse Comics, tra cui sei storie di Dylan Dog, la notizia era stata confermata e nello stesso periodo la Platinum Studios aveva anche stretto accordi con la DreamWorks SKG per un possibile film su Nathan Never, di cui però non si sono avute più notizie.
Nel dicembre del 2004 la Platinum Studios annunciò la pianificazione di un film in grafica computerizzata su Dylan Dog intitolato "Dylan Dog: The Fourth Kingdom", con Ian Pearson come regista e con Gavin Blair come co-sceneggiatore. Dylan Dog avrebbe dovuto fermare un serial killer soprannaturale intento a diventare una divinità, nonché sovrano del "quarto regno", un nuovo aldilà. Se non ci fosse riuscito, l'amore della sua vita sarebbe morto e si sarebbe scatenato l'Armageddon sulla Terra. Il 26 aprile 2005 i Platinum Studios annunciarono di aver nuovamente incaricato gli sceneggiatori Joshua Oppenheimer e Thomas Dean Connelly di scrivere la storia per un film live action con regista Breck Eisner. Secondo quanto riportato dai produttori la vicenda si sarebbe svolta a New York e il protagonista si sarebbe dovuto chiamare Derek Donovan e avere un aiutante di nome Marcus Adams.
Nell'ottobre del 2007 si fece il nome di David R. Ellis per la regia che però dovette rinunciare al progetto per dedicarsi interamente a The Final Destination 3D. Il 4 aprile 2008 Kevin Munroe fu confermato nuovo regista. Munroe conobbe Dylan Dog intorno al 2001, leggendo due albi in cui si incontra con Martin Mystère: in quel periodo stava lavorando con la Dark Horse Comics per sviluppare una serie televisiva su Martin Mystère che, però, fu interrotta perché la casa non era titolare dei diritti in altri stati (in Francia appartenevano alla Gaumont che nel 2003 creerà una serie animata). In seguito lesse gli albi di Dylan Dog pubblicati in inglese e, successivamente, la versione italiana. Fu proprio Munroe a scegliere di cambiare l'ambientazione e spostarla da New York a New Orleans.
Il 26 febbraio 2009 iniziarono le riprese con una spesa di produzione di circa 20 milioni di dollari. Per quanto riguarda gli effetti speciali, furono usati sia effetti di make up e sia effetti in computer grafica. L'8 luglio fu annunciato il completamento delle riprese e il 23 luglio al Comic-Con fu annunciato il completamento della produzione.
Il 6 aprile 2010 fu annunciato il completamento della ricolorazione della pellicola che fu pronta il 9 aprile. Lo stesso giorno, in una convention a Milano, la Moviemax annunciò di essere il distributore italiano del film, confermando alcune precedenti voci.
La produzione statunitense ha effettuato diverse modifiche rispetto al fumetto, sia per la differenza nei due media, sia per questioni inerenti al mercato locale. Tra le principali modifiche vi è la sostituzione di Groucho con un altro personaggio (Marcus, interpretato da Sam Huntington), per problemi di copyright con gli eredi dei fratelli Marx (per lo stesso motivo la modifica del personaggio era già avvenuta anche nei fumetti pubblicati sul territorio americano). Inoltre la storia è ambientata a New Orleans anziché a Londra (niente trasposizione cinematografica quindi neanche per l'ispettore Bloch) ed il colore del maggiolino è stato invertito (nero con la cappotta bianca), sempre per problemi di diritti d'autore (stavolta relativi al personaggio Disney di Herbie).
Va rilevato che l'uscita di Dylan Dog - Il film rimase del tutto inosservata da parte di Sergio Bonelli Editore nelle sue pubblicazioni: non se ne fece cenno neanche nel Dylan Dog Horror Club (che pure negli anni precedenti aveva più volte pubblicato notizie sulla possibile realizzazione di un film o di una serie televisiva sull'indagatore dell'incubo) nonostante la coincidenza tra l'uscita del film e le celebrazioni per il 25º anniversario di Dylan Dog. Anche le rubriche cinematografiche sull'Almanacco della Paura, sempre puntuali a passare in rassegna i film horror dell'annata trascorsa, non fecero cenno al film ufficiale del personaggio cui l'almanacco stesso è dedicato. Questo ignorare la pellicola da parte della casa editrice è probabilmente dovuto ad evitare polemiche circa la eccessiva leggerezza con cui, anni prima, erano stati ceduti i diritti cinematografici del personaggio. A detta di buona parte della critica e leggendo anche le dichiarazioni private di molti sceneggiatori e disegnatori del fumetto, il Dylan Dog di Munroe ha poco o nulla a che vedere col personaggio di Sclavi.

### Cast

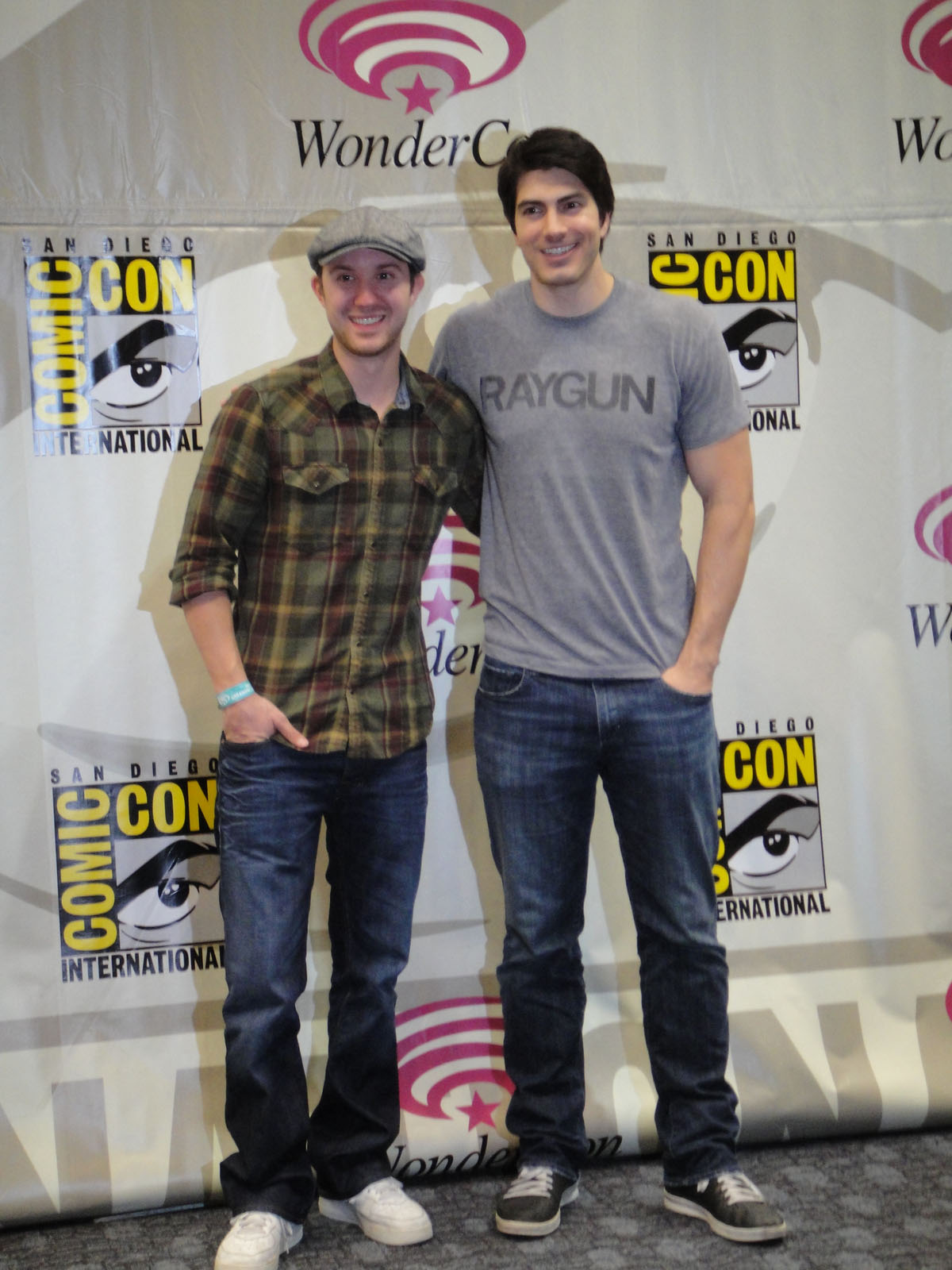
Sam Huntington e Brandon Routh al WonderCon 2011.

- Brandon Routh è Dylan Dog. Si unì al cast il 9 ottobre 2007[15].
- Sam Huntington è Marcus. Si unì al cast il 2 marzo 2009[26]
- Taye Diggs è Vergas. Si unì al cast il 24 marzo 2009[27]
- Anita Briem è Elizabeth Ryan. Si unì al cast il 24 marzo 2009[28]
- Peter Stormare è Gabriel. Si unì al cast il 28 aprile 2009[29]
- Kurt Angle è Wolfgang. Si unì al cast il 28 aprile 2009[29]

## Colonna sonora
Le musiche del film vennero composte da Klaus Badelt e da Andrew Raiher e furono registrate presso i Theme Park Studios di Santa Monica. L'album fu pubblicato il 23 maggio 2011 sul sito ufficiale dell'artista e contiene i seguenti brani:
1. Meet Dylan - 01:45
2. Gabriel - 01:09
3. New Job - 01:50
4. Final Fight Pt. 3 - 03:02
5. Father's Book - 01:26
6. Wolfgang Fight - 01:56
7. Butcher - 01:14
8. Marcus Comes Back - 01:36
9. Zombie Attack - 02:00
10. Funeral - 02:19
11. Dylan Flashback Story - 02:04
12. Screamer Client - 01:12
13. The Story - 02:50
14. Final Fight Pt. 2 - 03:03
15. Final Fight Pt. 1 - 02:16
16. Beetle Fight - 02:19
17. Gabriel Dying - 01:27
18. Buried Alive - 03:16
19. Kiss - 01:43
20. Taking The Case - 02:27
21. Power Plant - 04:07
22. Dangerous Daylight - 02:07
23. Sleeper - 02:50
24. Dad's Dinner - 01:41
25. Dylan's Eulogy - 03:06
26. Marcus Attacked Pt. 2 - 02:08
27. Final Walk - 01:07

Nel film sono presenti anche le canzoni Tick, So Hard, Final Round, Stronger - Dead of Night Mix, Ritorna Vincitor! dall'Aida di Giuseppe Verdi, How To, Dancing Babies e Game of Life.

## Promozione
Le prime foto del film furono pubblicate online il 6 maggio 2009 e ritraevano alcuni dei protagonisti del film. Il 23 luglio al Comic-Con, in occasione dell'annuncio del completamento della produzione, fu presentata una locandina provvisoria. Il 25 maggio 2010 sul sito ufficiale della Moviemax fu presentato il logo italiano del film. Il 31 luglio al Giffoni Film Festival furono proiettate in anteprima mondiale le prime immagini del film che uscirono online qualche giorno dopo, ma furono fatte rimuovere dai Platinum Studios perché non rappresentative del film finito. Sarebbe stato un filmato creato come strumento per la vendita internazionale del film, privo di molti effetti speciali inseriti in post produzione e con alcuni pezzi di prova, messo online illegalmente da un sito russo. Il 31 ottobre, nella notte di Halloween, al Festival Internazionale del Film di Roma furono proiettati in anteprima mondiale i primi venti minuti del film, poi riproposti durante Le Giornate del Cinema di Sorrento il 1º dicembre. Il 17 novembre la Moviemax distribuì il primo teaser trailer italiano del film, che venne proiettato nelle sale cinematografiche prima di Saw 3D - Il capitolo finale. La prima locandina italiana uscì online il 17 dicembre e la seconda il 17 gennaio 2011. Il 1º febbraio 2011 la Moviemax diffuse la locandina italiana definitiva e il 10 febbraio il trailer italiano finale da 94 secondi tramite il sito del Corriere della Sera. Secondo la Moviemax il teaser trailer servì a descrivere "gli elementi caratterizzanti del personaggio e del suo universo senza dare informazioni supplementari sul film" mentre quello definitivo per "sottolineare anche gli aspetti più action del film che lo caratterizzano rispetto all'albo". Le locandine e gli artwork sono stati creati dal graphic designer italiano Daniele Moretti.
Definito il distributore americano, la promozione si concentrò anche su materiale in lingua inglese e il 27 febbraio uscì online la locandina internazionale. Il 28 febbraio venne distribuita la seconda locandina italiana definitiva, a cui seguirono, il 2 marzo, due spot, uno da 15 secondi e l'altro da 30 secondi, ultimi materiali in lingua italiana. Il 4 marzo uscirono in rete il trailer da 142 secondi e la locandina provvisoria americani. Quella definitiva fu presentata il 15 marzo. Il 25 marzo vennero distribuiti i primi due spot americani e l'11 aprile il terzo, tutti e tre da 30 secondi. Il film, inoltre, fu presentato da Huntington, Routh e dal regista Kevin Munroe il 1º e il 2 aprile al WonderCon di San Francisco.
Il 25 aprile fu distribuito il primo trailer spagnolo dalla durata 150 secondi.

## Distribuzione
L'uscita italiana del film, inizialmente annunciata per il 29 ottobre 2010, slittò al 18 marzo 2011 e successivamente al 16 marzo 2011. L'anteprima mondiale è stata il 15 marzo.
Il 29 aprile è uscito negli Stati Uniti, distribuito dalla Freestyle Releasing, il 25 maggio nelle Filippine, distribuito dalla Pioneer Films, il 26 in Singapore, distribuito dalla Cathay-Keris Films, il 9 giugno in Malaysia, distribuito dalla Ram Entertainment, il 17 in Spagna, distribuito dalla TriPictures, il 24 in Turchia, distribuito dalla Pinema, il 28 luglio in Portogallo, distribuito dalla Zon Lusomundo, e in Hong Kong, distribuito dalla Intercontinental Film Distributors, e il 12 agosto in Brasile, distribuito dalla Playarte.
Il 5 e il 6 novembre 2011 è stato proiettato al festival Cinemania ("Cinemaniji") in Serbia con il titolo Dilan Dog - U tmini noći.

### Date di uscita
- 16 marzo 2011 in Italia (Dylan Dog - Il film)
- 29 aprile 2011 negli Stati Uniti d'America (Dylan Dog: Dead of Night)
- 25 maggio nelle Filippine
- 26 maggio 2011 in Singapore (Dylan Dog: Dead of Night)
- 9 giugno 2011 in Malaysia (Dylan Dog: Dead of Night)
- 17 giugno 2011 in Spagna (Dylan Dog: Los muertos de la noche)
- 24 giugno 2011 in Turchia (Dylan Dog - Gecenin Ölümsüzleri)
- 28 luglio 2011 in Portogallo (Dylan Dog: Guardião da Noite) e in Hong Kong (D+偵探：吸血‧人狼‧喪屍城)
- 12 agosto 2011 in Brasile (Dylan Dog e as Criaturas da Noite)
- 5 novembre 2011 in Serbia (Dilan Dog - U tmini noći)

### Divieti
Il 30 giugno la Motion Picture Association of America classificò il film PG-13 - Parents Strongly Cautioned - Some material may be inappropriate for children under 13 (Parte del materiale può essere inappropriato per i minori di 13 anni) per "sequenze di violenza e azione tra creature, linguaggio colorito tra cui alcuni riferimenti sessuali e uso di droghe". Inizialmente era stato assegnato un R - Restricted - Under 17 requires accompanying parent or adult guardian (I minori di 17 anni devono essere accompagnati da un adulto), ma il regista riuscì a convincere la MPAA che il voto dovesse essere PG-13 e che il film non dovesse essere cambiato di un fotogramma.
In Italia il film non ha avuto alcun divieto.
In Singapore il film è classificato come PG - Parental Guidance, ovvero è visibile a tutti e per i bambini sotto i 13 anni è consigliata la compagnia dei genitori, in Malesia PG-13, i bambini sotto i 13 anni devono essere accompagnati da un adulto, in Portogallo M/12, è visibile agli spettatori dai 12 anni in su e i più giovani devono essere accompagnati da un adulto, in Hong Kong IIB, alcuni contenuti sono inadatti per i bambini e la presenza di un genitore è consigliata, in Brasile non è raccomandato per i minori di 14 anni.

### Edizione italiana

#### Doppiaggio
Il doppiaggio italiano del film è stato curato dallo Studio ASCI, la sonorizzazione dalla Villini Studios srl e Marco Mete, a cui è stata affidata la direzione del doppiaggio, ha curato i dialoghi italiani. Il doppiaggio ha permesso di inserire nel film frasi caratteristiche del fumetto ma assenti nell'edizione originale del film, come "Giuda Ballerino!" o "Il mio quinto senso e mezzo". 

### Edizioni home video
Il 26 luglio 2011 negli Stati Uniti furono messi in vendita dalla Twentieth Century Fox Home Entertainment il DVD e il Blu-Ray Disc del film. Nessuno dei due supporti contiene contenuti speciali.
In Italia sono usciti il 10 agosto grazie alla Mondo Home Entertainment con all'interno una cartolina della copertina del primo albo della serie a fumetti e sono stati tra i più venduti della settimana dal 22 al 28 agosto. I contenuti speciali disponibili sono: il Making of, alcune interviste, una serie di documentari (Lavorare insieme, Kevin Munroe, Live action o CG?, Dylan Dog, New Orleans come Londra, Marcus e Speciale Dylan Dog), il trailer cinematografico italiano e quello originale.
In Germania la StudioCanal ha distribuito il DVD e il Blu-Ray Disc a partire dal 19 gennaio 2012. Il primo supporto contiene, oltre al film, una featurette, il documentario Sam Huntington als Marcus ("Sam Huntington come Marcus"), il Making of e il trailer. Il Blu-Ray presenta in aggiunta un ulteriore dietro le quinte ("Hinter den Kulissen").
In Francia la Condor Entertainment e la Seven7, a partire dal 18 luglio, hanno distribuito il DVD e il Blu-Ray Disc senza nessun tipo di contenuto speciale. A questi si aggiunge la "Ultimate Edition", edizione di qualità superiore che contiene il DVD, il Blu-Ray e la copia digitale (una copia del film in formato digitale visibile sul computer o su altri dispositivi portatili in maniera legale), ma che non aggiunge contenuti speciali, solo 3 immagini del fumetto.

## Accoglienza

### Incassi
Solo nel primo giorno di programmazione in Italia il film ha guadagnato 368.000 euro, nel primo week-end 790.000 e nel secondo 385.000 per un totale di circa 2.436.000 euro al 10 aprile, ultimo giorno di programmazione.
Negli Stati Uniti, invece, ha guadagnato circa 268.000 dollari nel primo giorno per un totale di circa 1.200.000 dollari al 19 maggio, ultimo giorno di programmazione. In Singapore circa 300.000 dollari e nelle Filippine circa 110.000 dollari al 12 giugno, in Malesia circa 396.000 dollari al 3 luglio e in Thailandia circa 130.000 dollari al 10 luglio.
Nel complesso gli incassi hanno ammontato a circa 4,6 milioni di dollari, una cifra notevolmente inferiore al budget stanziato per la produzione che ha fatto classificare Dylan Dog - Il film tra i peggiori flop del 2011.

### Critica

#### Critica italiana
Complessivamente la critica italiana non ha accolto con favore il film, esprimendo anche giudizi piuttosto negativi. Il sito MYmovies basandosi su 94 recensioni gli ha assegnato un voto di 1,72 su 5.
Luca Raffaelli de la Repubblica dopo aver visto il film lo ha definito «un buon film di serie B che prende ispirazione da un grande fumetto di serie A» sottolineando che dentro al personaggio interpretato da Brandon Routh «non c'è niente» a differenza del Dylan Dog originale che «usa l'horror per parlare di altre cose». Secondo Roberto Nepoti della stessa testata «non c'era bisogno di scomodare il fumetto italiano di culto per mettere in scena un nuovo episodio di Underworld [...] È un teenmovie
di serie B. Solo più costoso». Per Maurizio Porro del Corriere della Sera il film merita un voto di tre su 10, perché è una «emanazione spuria, violenta, noiosa del fumetto di Sclavi», un «horror mimato, più che recitato, da Brandon Routh che ha l'espressività di un sasso palestrato» con alcuni spunti divertenti che «affogano tristi tra le viscere». Secondo Anna Maria Pasetti de il Fatto Quotidiano il film contiene una complessiva «superficialità narrativa, registica e creativa» e vederlo «è come assistere alla trasformazione di una collezione Armani in American Apparel». Per Maurizio Acerbi de il Giornale il film è «un palliativo» ben lontano dal fumetto a partire dal protagonista che «di emaciato non ha nulla». Paola Casella di Europa trova nel film molti elementi che lo fanno sembrare un cult-trash, come gli effetti speciali e il personaggio di Marcus, ma dimenticandosi la fonte e vedendolo «nella sua dimensione camp artigianale e nella sua totale mancanza di pretese è anche divertente». Secondo Dario Zonta de l'Unità è «una boiata pazzesca, in sé, come film e non solo come adattamento».
Federica Aliano per Film.it ha criticato duramente il film, definendolo «ben peggiore di tutte le più buie aspettative» ed ha evidenziato la distanza col fumetto: «Il sapore più adulto del capolavoro di Tiziano Sclavi non è mai stato ottenuto con lo splatter dei magnifici disegni, ma con un'introspezione psicologica e con proiezioni spaventose nel reale degli incubi e delle paure più profonde dei personaggi e dei lettori stessi». Secondo Marianna Cappi di MYmovies è «un film essenzialmente rivolto a un pubblico adolescente» con una trama prevedibile che «converge al fine ultimo del protagonismo assoluto di Brandon Routh» la cui interpretazione, dopotutto, «non è da buttare». BadTaste.it critica l'interpretazione degli attori (Routh è «talmente superficiale da risultare irritante»), la sceneggiatura «che riesce nella straordinaria impresa di copiare qua e là» e gli effetti speciali definiti «delle maschere di carnevale comprate al supermercato». Federico Gironi di Coming Soon Television, valuta il film separandolo dal materiale originale e trova molti rimandi a Underworld, Buffy l'ammazzavampiri o a True Blood che trasformano il film «in un omogeneizzato, in un prodotto buono per palati giovanissimi e senza troppe strutturazioni gustative» con una regia che, però, «evita d'irritare lo spettatore e azzecca un paio di gag di alleggerimento». Critiche negative arrivano anche da Marco Lucio Papaleo di Everyeye.it che dà al film un voto globale di 5 su 10: «Tecnicamente Dylan Dog - Il film non è male e a tratti intrattiene pure. Ma non è Dylan Dog. E se pure rimpiazzassimo tutti i nomi [...] avremmo solo un film curato, ma sostanzialmente inutile e già visto». Anche Roberto Castrogiovanni di Movieplayer.it tenta di non paragonare il film al fumetto, ma anche così facendo «non tutto è perfetto» e il problema più grande è «nel soggetto di partenza e nell'elaborazione della sceneggiatura»: lo sviluppo si rivela prevedibile, la costruzione dei dialoghi è modellata su stereotipi abusati e Brandon Routh rimane un semplice action man. Per Luca Maragno di Best Movie il film ricorda una puntata di un serial TV che riesce a strappare qualche risata voluta, ma anche qualcuna involontaria e merita un voto di 1 su 5. Il medesimo voto è dato anche da Luca Castelli che su Il Mucchio Selvaggio scrive: «Non che il film di Kevin Munroe sia il più brutto della storia: in giro si vede anche di peggio. Ma per il lettore del fumetto, già il semplice accostamento appare un sacrilegio. Dylan Dog è il Rupert Everett di 35 anni. Groucho Marx è il Groucho Marx del 1935. Craven Road è Craven Road di Londra, non Rue Craven a New Orleans. E Dylan non è un investigatore privato, ma l'indagatore dell'incubo. E sempre lo sarà».
Dal mondo del fumetto le critiche non sono state migliori e per Paola Barbato, sceneggiatrice, i cambiamenti sono andati contro «il concetto proprio di Dylan Dog»: «Il rispetto per il personaggio è fondamentale, poi la resa esterna può cambiare». Secondo Roberto Recchioni, sceneggiatore, è «un film brutto e piccolo», mentre per Mauro Boselli, il creatore di Dampyr, «il film ha tradito lo spirito del personaggio alla ricerca di una facilità narrativa da telefilm». Tiziano Sclavi inizialmente ha preferito non approfondire questo argomento. In seguito in un'intervista a l'Unità ha affermato: «Il film non l'ho visto e non mi piace. [...] Dire che il film non l'ho visto e non
mi piace è un modo per dire che non mi va di parlarne. La vicenda della cessione dei diritti di Dylan è troppo intricata per spiegarla al pubblico, ed è fonte per me solo di incazzatura (e non uso a caso questa parola forte)». Su la Repubblica XL ha ribadito che anche «quando il film uscirà in blu-ray non lo vedrò e non mi piacerà», spiegando di aver potuto leggere la sceneggiatura senza diritto di veto.

#### Critica internazionale
Il film ha ricevuto solamente l'8% di critiche positive secondo il sito Rotten Tomatoes il quale non ne individua neanche una fra le 7 scritte da critici statunitensi affermati, i cosiddetti Top Critics. Il sito Metacritic, invece, dà al film un voto di 31 su 100 basandosi su 10 recensioni.
Secondo Dennis Harvey di Variety Kevin Munroe «si avvale di alcune località interessanti e conferisce alla fotografia una lucentezza visiva attraente», ma la trama piena di spiegazioni non coinvolge, i dialoghi sono mediocri, le creature non spaventano e il film rimane un «miscuglio tiepido di concetti di seconda mano» che non sviluppa una propria personalità; inoltre, non c'è chimica tra Brandon Routh e Anita Briem e «Huntington lavora duramente per delle risate che proprio non ci sono». Per Frank Scheck dell'Hollywood Reporter alcune atmosfere sono «adeguatamente spettrali», ma «le emozioni genuine scarseggiano, con effetti speciali di bassa qualità, battaglie messe in scena goffamente e mostri che sembrano affittati dal più vicino negozio di Halloween», mentre Routh è blando e poco convincente. Adam Markovitz dell'Entertainment Weekly reputa il film molto simile alla serie True Blood: «La differenza principale - a parte il trucco e le acrobazie inferiori - è una distensione tra i mostri e Dylan Dog».
Rupert Everett, a cui Tiziano Sclavi si ispirò per la creazione grafica del personaggio nei fumetti, ha affermato in un'intervista che il film non gli è piaciuto e che «quello non è Dylan Dog».

## Riconoscimenti
Dylan Dog - Il film ha ricevuto solamente una nomination per il Golden Raven (Corvo d'oro) al Festival internazionale del cinema fantastico di Bruxelles senza riuscire a vincere il premio.

## Merchandising
Energie, in collaborazione con Moviemax, ha prodotto la "Dylan Dog Limited Edition T-shirt", una T-shirt in edizione limitata (300 pezzi) disponibile dal 28 febbraio presso i principali negozi e dal 7 marzo 2011 online.

## Differenze con il fumetto

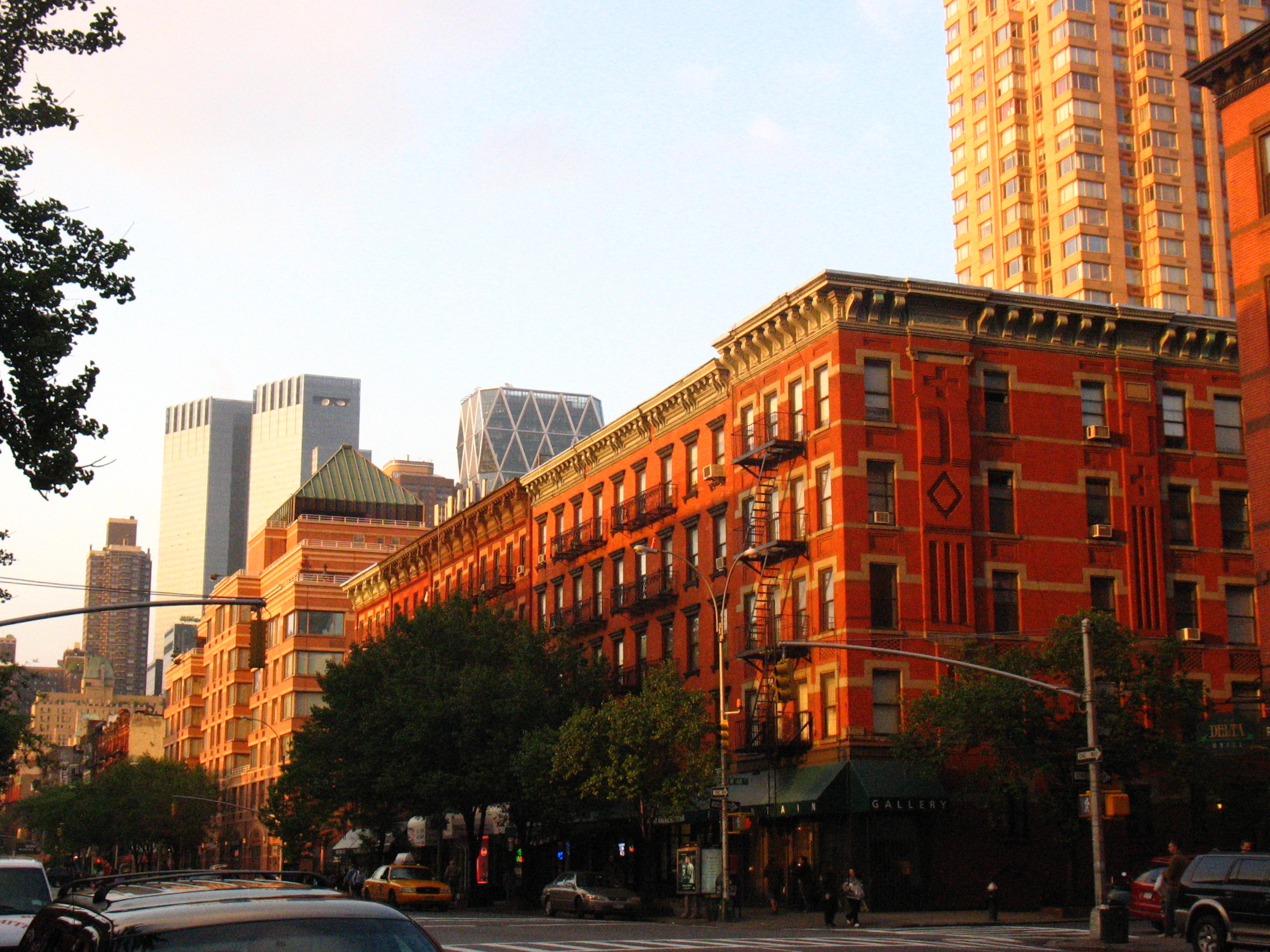
Il quartiere di Hell's Kitchen

L'ambientazione si sposta da Londra a New Orleans, nel quartiere di Hell's Kitchen, perché secondo il regista "girare a Londra sarebbe costato quattro volte di più". Sempre secondo il regista, New Orleans ha le stesse sfumature inquietanti della capitale inglese e contribuisce al realismo del film. Lo spostamento dell'azione negli Stati Uniti ha, comunque, incontrato il gradimento della Sergio Bonelli Editore.
L'assistente di Dylan non è Groucho, ma Marcus Adams, un personaggio inedito interpretato da Sam Huntington. L'assenza di Groucho è dovuta a problemi finanziari, dato che la società proprietaria della figura di Groucho Marx ha chiesto troppo denaro ai creatori del film.
A problemi, invece, legali è dovuto il cambiamento del colore del Maggiolone del protagonista: nel fumetto è bianco e nel film è nero con inserti bianchi. Infatti, a causa della serie di Herbie, al cinema i Maggiolini bianchi possono comparire solo nei film prodotti dalla Walt Disney Company che ne detiene i diritti d'autore. Inoltre è targato DYD189 anziché DYD666 come nel fumetto.
Dylan Dog nel fumetto indossa sempre un paio di Clarks chiare, ma nel film porta delle Converse, scarpe americane. La sua esclamazione "Giuda ballerino!", molto ricorrente negli albi cartacei, è stata provata durante le riprese, ma è sembrata inappropriata in fase di montaggio ed è stata eliminata. Brandon Routh, infatti, esclama "Jackpot!" nella versione americana del film. La versione italiana doppiata riprende, invece, l'esclamazione tipica del fumetto.
Nel fumetto Dylan Dog usa quasi esclusivamente una pistola Bodeo Mod. 1889, mentre nel film oltre all'arma già citata, sfoggia un arsenale intero comprensivo di lanciagranate e fucili a canne mozze, oltre ad un tirapugni d'argento per affrontare i lupi mannari.
(Kevin Munroe, 15 marzo 2011)
Manca la figura dell'Ispettore Bloch.

## Citazioni e riferimenti
- Il vampiro dormiente che custodisce il Cuore di Belial si chiama Sclavi, come Tiziano Sclavi, autore del fumetto[132].
- Il vecchio vampiro a cui Dylan Dog chiede aiuto si chiama Borelli, riferimento alla famiglia Bonelli e alla Sergio Bonelli Editore, la casa editrice del fumetto. Borelli incontrando il protagonista instaura una breve discussione in italiano la quale, durante il doppiaggio italiano, è stata sostituita con una in latino.
- Sulla scrivania di Dylan Dog è presente una foto con lui e la sua ragazza travestiti rispettivamente da Groucho e l'Ispettore Bloch che tiene in mano una tazza di Scotland Yard. Sul muro alle loro spalle è appesa la locandina di Duck Soup uno dei più noti film dei Fratelli Marx (i cinque comici americani il cui terzo è Groucho Marx, fonte di ispirazione per l'assistente di Dylan). La stessa fotografia viene tenuta in mano da Elizabeth assieme a quelle della fidanzata morta del protagonista.
- Un ulteriore riferimento a Groucho è visibile in una scena dove Dylan sposta un poster dei "Four Marx Brothers".

## Sequel
In più occasioni il regista Kevin Munroe ha fatto riferimento alla possibilità di creare una serie cinematografica sul personaggio di Dylan Dog, girando anche più di un seguito al film.
(Kevin Munroe, 18 novembre 2008)
(Kevin Munroe, marzo 2010)
(Kevin Munroe, 15 marzo 2011)
Inoltre, l'attore Brandon Routh ha già firmato per possibili seguiti.